# Myalinida
Ordre
Les Myalinida sont un ordre fossile de mollusques bivalves marins et d'eau douce dans l'infra-classe des Pteriomorphia.

## Fossiles
Cet ordre fossile des Myalinida a 27 collections référencées de fossiles. Ces collections de fossiles sont du Moridunien de l'Ordovicien inférieur au Maastrichtien, c'est-à-dire datent de 477,1 à 66 Ma avant notre ère.

## Liste des super-familles et familles
Selon World Register of Marine Species (22 mai 2025) :
- † super-famille des Alatoconchoidea H. Termier, G. Termier & de Lapparent, 1974
  - † famille des Alatoconchidae H. Termier, G. Termier & de Lapparent, 1974
  - † famille des Saikraconchidae Yancey & Ozaki, 1986
- † super-famille des Ambonychioidea S. A. Miller, 1877
  - † famille des Ambonychiidae S. A. Miller, 1877
  - † famille des Monopteriidae Newell, 1969
  - † famille des Myalinidae Frech, 1891
  - † famille des Mysidiellidae L. R. Cox, 1964
  - † famille des Ramonalinidae Yancey, M. A. Wilson & Mione, 2009
- † super-famille des Prokopievskioidea H. E. Vokes, 1967
  - † famille des Anadontellidae Silantiev, 2011
  - † famille des Naiaditidae Scarlato & Starobogatov, 1979
  - † famille des Prokopievskiidae H. E. Vokes, 1967

Auxquelles Paleobiology Database (22 mai 2025) ajoute :
- † super-famille des Inoceramoidea Giebel 1852
  - † famille des Atomodesmatidae Waterhouse, 1976
  - † famille des Inoceramidae Giebel, 1852
  - † famille des Kolymiidae Kuznetsov, 1973
  - † famille des Retroceramidae Koschelkina, 1980

Pour le WoRMS cette dernière super-famille appartient au super-ordre des Inoceramiformi.

## Classification
L'ordre des Myalinida a été créé en 1939 par Henry Paul,.

### Publication originale
- (en) Henry Paul, « Die Muscheln der Magdeburger Kulmgrauwack », Abhandlungen und Berichte aus dem Museum für Naturkunde und Vorgeschichte und dem Naturwissenschaftlichen Verein in Magdeburg, Magdebourg, vol. 7, no 1,‎ 1939, p. 165–181 (ISSN 0232-1505, lire en ligne, consulté le 22 mai 2025).